# ドールハウス (2009年のテレビドラマ)
『ドールハウス』（Dollhouse）は、アメリカ合衆国のFOX局で2009年2月13日から2010年1月29日の間に放送されていた海外ドラマである。
日本ではDVDレンタルで先行され、その後、セルDVDも発売された。

## 放送
アメリカ合衆国では2009年2月13日にフォックス放送で初回放送が始まったが、同年11月11日に打ち切りが決定した。
制作は2009年12月に終了し、合計27話（パイロット版含む）が放送されることとなり.
、シリーズフィナーレは2010年1月29日に放送された。

## 主な登場人物

### ドールハウス
人間の頭から記憶を取り出し、依頼者の依頼にあった人格をインストールした"人形（ドール）"をおくりこむことで利益を上げる地下組織。任務を遂行しているときのドールはアクティブと呼ばれ、ハンドラーと呼ばれる監視役が付いている。世界的な製薬会社ロッサムが資金提供を行っているが、創設者の顔を見た者は少ない。ドールハウスは各地に存在し、それを本部が統括している。ドールは志願制で契約期間は五年。ドールになるに当たって多額の報酬も支払われる。顧客となるのは政治家や大企業のトップなどの権力者であり、世間一般ではドールハウスの存在は都市伝説として認識されている。
エコー
主人公である白人女性のドール。ドールハウス ロサンゼルス支部内で一番人気のあるドールである。ドールになる前の本名はキャロライン。
シエラ
ドールハウス ロサンゼルス支部に所属する東洋人系の女性のドール。ハンドラーはハーン。
ビクター
ドールハウス ロサンゼルス支部に所属する白人男性のドール。体格がいい。後にシエラに思いを寄せるようになる。
クレア・サンダース
ドールハウス ロサンゼルス支部内でドール達の治療にあたる女性医師。顔にはアルファによってつけられた傷跡が生々しく残っている。もともとは一番人気のあるドールであったが、アルファによって前任の男性医師が殺害されたため、彼の能力がインストールされている。ドールとしての呼称はウイスキー。
アデル・デウィット
ドールハウス ロサンゼルス支部の責任者。ドールハウスに勤務する職員の人事権、使用するドールの決定権などを持っている。物静かな性格だが、ときに笑顔をこぼすときもある。
トファー・ブリンク
ドールハウス ロサンゼルス支部の主任研究員。ドール達に与える人格プログラムの構成とインストールを行う職務を行う。高い知識とコンピュータースキルを有しているが、性格は無邪気でお菓子好き。笑顔を絶やさず冗談をよく言う。当初は二時間もかけてドールに人格を与えていたが、トファーの改良によってわずか五分で人格を与えられるようになった。
ローレンス・ドミニク
ドールハウス ロサンゼルス支部の警備責任者。常に義務的に行動し、冷静沈着に物事にあたる完璧主義者。そのため、トファーからは絡みづらい存在として煙たがられている。
ボイド・ラングトン
エコーのハンドラー。元刑事で高い身体能力を持っている。エコーから絶大な信頼を寄せられており、また、エコーのハンドラーから外されてもなおエコーのことを気にするなど、良き相棒である。
アルファ
ドールハウスから追われる白人男性。元々はドールであったが、テクノロジーの異常によって、人格が消去されることなく一つの身体に併存する多重人格の状態で生活している。エコーに対して下心を持っており、その反動でドールハウス内の職員を大勢惨殺するという事件を起こした。
ベネット・ハルバーソン
ドールハウス ワシントン支部の主任研究員。ドールになる前のエコー（キャロライン）とのあいだに因縁がある。

### ドールハウス以外の人物
ポール・バラード
都市伝説とされているドールハウスの実態を追うために調査に乗り出したFBI捜査官。ドールハウスで行われているのは人身売買であると考え、そこに囚われているキャロラインを救出しようと尽力する。やや短気な性格。他の捜査員からは「存在しないと思われているドールハウスに執念を燃やしている変な奴」とバカにされている。
メリー
バラードの向かいの部屋に住む女性。バラードに好意を寄せるが、その正体はバラードの監視を行う目的で派遣されたドールである。ドールとしての呼称はノベンバー。本名はマデリン。
クライグ
ロッサム社の設立者の一人。もとは親友と協力して研究を行っていたが、その親友に裏切られ屋根裏へと送られてしまった。

## キャスト
| キャラクター           | 演者                     | 日本語吹替え |
| ---------------------- | ------------------------ | ------------ |
| エコー                 | エリザ・ドゥシュク       | 東條加那子   |
| アデル・デウィット     | オリヴィア・ウィリアムズ | 五十嵐麗     |
| トファー・ブリンク     | フラン・クランツ         | 鈴木千尋     |
| ボイド・ラングトン     | ハリー・J・レニックス    | 谷口節       |
| ポール・バラード       | ターモー・ペニケット     | 喜山茂雄     |
| シエラ                 | ディーチェン・ラックマン | 吉田安愉子   |
| ビクター               | エンヴァー・ジョカ       | 中谷一博     |
| クレア・サンダース     | エイミー・アッカー       | 佐古真弓     |
| ローレンス・ドミニク   | リード・ダイアモンド     | 古澤徹       |
| ベネット・ハルバーソン | サマー・グロー           | 小林ゆう     |
| ノベンバー             | ミラクル・ローリー       | 牛田裕子     |
| アイヴィー             | リザ・ラビラ             | 遠藤舞       |
| ジョー・ハーン         | ケヴィン・キルナー       |              |
| アルファ               | アラン・テュディック     |              |

## 各話タイトル

### 第1シーズン
1. 消し去れない記憶  GHOST
2. ハンター  THE TARGET
3. 狙われた歌姫  STAGE FRIGHT
4. 空白の時間  GRAY HOUR
5. 神殿の子供たち  TRUE BELIEVER
6. 暴かれた真実  MAN ON THE STREET
7. エコーの記憶  ECHOES
8. 目覚めるドールたち NEEDS
9. 裏切り  A SPY IN THE HOUSE OF LOVE
10. 取り憑かれし者  HAUNTED
11. 眠れる森の美女  BRIAR ROSE
12. アルファ vs. オメガ  OMEGA
13. そして未来へ…  EPITAPH ONE

### 第2シーズン
1. 誓い VOWS
2. 眠らぬ本能 INSTINCT[注釈 1]
3. さまよう殺人鬼  BELLE CHOSE[注釈 1]
4. 黒い記憶 BELONGING
5. 忍び寄る陰謀 THE PUBLIC EYE
6. 左腕の秘密　THE LEFT HAND
7. 名もなき救世主 MEET JANE DOE
8. アルファの再来 A LOVE SUPREME
9. 終わらぬ悪夢 STOP-LOSS
10. 屋根裏の真実 THE ATTIC
11. 黒幕の正体 GETTING CLOSER
12. 頂上決戦 THE HOLLOW MEN
13. 永遠の目覚め　EPITAPH TWO：RETURN